# یواس‌اس هوپر آیلند (ای‌آرجی-۱۷)
یواس‌اس هوپر آیلند (ای‌آرجی-۱۷) (به انگلیسی: USS Hooper Island (ARG-17)) یک کشتی بود که طول آن  441 feet, 6 inches بود. این کشتی  در سال ۱۹۴۴ ساخته شد.